# Ben Gibson
Benjamin James "Ben" Gibson, född 15 januari 1993, är en engelsk fotbollsspelare (försvarare) som spelar för Stoke City.

## Karriär

### Burnley
Den 5 augusti 2018 värvades Gibson av Burnley, där han skrev på ett fyraårskontrakt.

### Norwich City
Den 4 september 2020 lånades Gibson ut till nyligen nedflyttade Championship-klubben Norwich City på ett säsongslån med en option att det skulle bli en permanent övergång ifall klubben åter skulle bli uppflyttade till Premier League under säsongen. Han debuterade den 3 oktober i en 1–0-förlust mot Derby County. Gibson var en del av Norwich lag som vann Championship och åter blev uppflyttade till Premier League efter endast en säsong i andradivisionen.
Den 1 juli 2021 anslöt Gibson till Norwich City på en permanent övergång och skrev på ett treårskontrakt med klubben.

### Stoke City
Den 7 juni 2024 värvades Gibson av Stoke City, där han skrev på ett treårskontrakt.